# Малостонски залив
Малостонски залив се налази на крају Неретванског канала у који се улива река Неретва. Обухвата предео од Затона Доли и Малог Стона на југоистоку до ушћа Неретве на северозападу. 

## Основни подаци
Дужина залива је 28 км, а на најширем делу ширина је 6,1 км. Због велике разуђености спољашњег и унутрашњег дела залива укупна дужина обалске линије износи око 100 км. Највећа дубина залива је 29 м, међутим на простору од више од 80 посто залива дубина износи између 20 и 29 м. Еколошке прилике у заливу највише зависе о утицајима с копна, а мањим делом с отвореног мора. 
Спољни и средњи део залива повремено је под јачим, а његов унутрашњи део под слабијим утицајем слатке воде реке Неретве, нарочито за време већег водостаја реке и јачих западних ветрова. На хидрофизичке и еколошке односе у заливу највише утичу снажни подводни извори слатке воде који се налазе у унутрашњем делу залива. Према концентрацији храњивих соли и количини фитопланктона, залив се може квалификовати као природно умерено еутрофијски систем.

## Клима
Клима овог подручја обележена је благом зимом и сувим летом с барем три пута толико падавина у најкишнијем месецу зиме као у најсушнијем месецу лета. Количина падавина у најсушнијем месецу мања је од 40 мм. Укупна годишња количина падавина је 1316 мм.
Најучесталији ветар је из правца севера, сјевероистока и северозапада.

## Привреда
Због повољних хидрографских прилика у заливу се од античких времена узгајају шкољке, па је Малостонски залив најзначајније место за узгој шкољки у Хрватској. Трагови узгоја острига (каменица) у Малостонском заливу постоје још из раздобља римске владавине овим простором. Први писани документи о излову шкољака потичу из 16., а о узгоју из 17. века, а записи су из времена Дубровачке републике. Овај је предео 1983. године проглашен резерватом природе у мору.